# Татарка (приток Мокрого Карамыка)
Татарка — река в России, левый приток реки Карамык (Мокрый Карамык), протекает в Александровском районе Ставропольского края.
Входит в «Перечень объектов, подлежащих региональному государственному надзору в области использования и охраны водных объектов на территории Ставропольского края», утверждённый постановлением Правительства Ставропольского края от 5 мая 2015 года № 187-п.

## География и гидрология
Берёт начало у подножия горы Сурчиная. Течёт по открытой местности строго на юго-восток. В верховье пересекается с Большим Ставропольским каналом; в среднем течении протекает через хутор Средний; в низовье течёт справа от хутора Конного. В правобережье реки находится урочище Солонцы. В междуречье Татарки и Сухой Сабли расположены горы Сурчиная и Каменная, бугор Стрелка, балка Падинка (севернее хутора Средний).
Устье реки находится в 91 км по левому берегу реки Мокрый Карамык, в 5 км западнее автодороги Минеральные Воды — Александровское. Длина реки составляет 35 км, площадь водосборного бассейна 258 км². Сток реки зарегулирован несколькими русловыми прудами, используемыми в том числе для водопоя скота.
Справа в Татарку впадает река Кручёная (юго-восточнее хутора Конного).

## Данные водного реестра
По данным государственного водного реестра России относится к Западно-Каспийскому бассейновому округу, водохозяйственный участок реки — Кума от Отказненского гидроузла до города Зеленокумск. Речной бассейн реки — Бессточные районы междуречья Терека, Дона и Волги.
Код объекта в государственном водном реестре — 07010000712108200002054.